# Mysidioides tagalica
Mysidioides tagalica är en insektsart som beskrevs av Frederick Arthur Godfrey Muir 1917. Mysidioides tagalica ingår i släktet Mysidioides och familjen Derbidae. Inga underarter finns listade i Catalogue of Life.